# 司法研修所

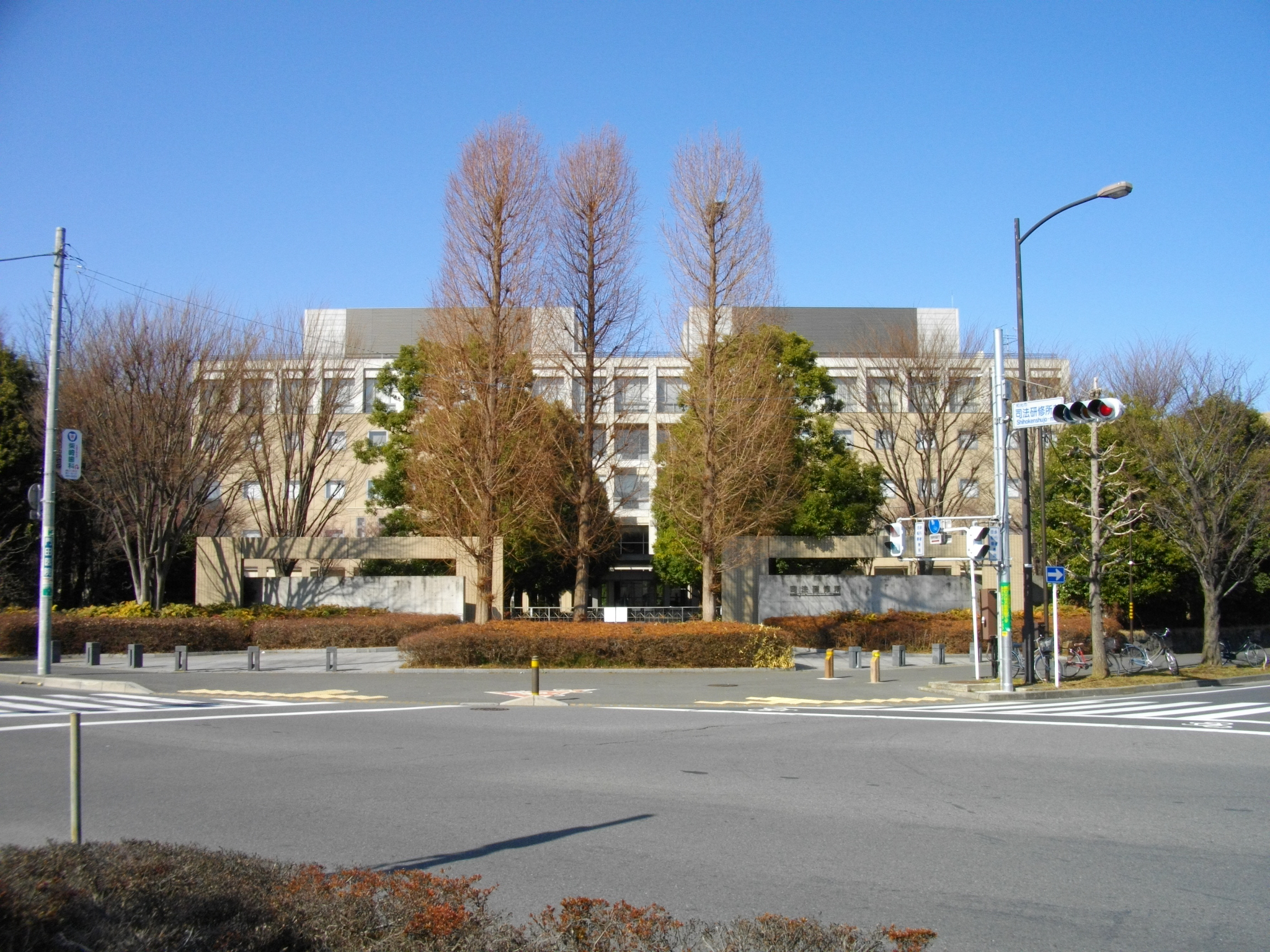
司法研修所

司法研修所（しほうけんしゅうじょ）は、日本の最高裁判所が設置する研修機関の1つで、裁判官の研究・修養、司法修習生の修習に関する事務を取り扱う機関である。埼玉県和光市南二丁目3番8号にある。東武東上線・東京メトロ有楽町線・東京メトロ副都心線の和光市駅からは約2km強、成増駅/地下鉄成増駅からは約3 km強離れている。

## 概要
最高裁判所の付属機関であり（裁判所法14条）、裁判官相互による研究を行う第一部と司法修習生の修習を行う第二部で構成される。最高裁判所が設置する他の研修機関には、裁判所書記官や家庭裁判所調査官等の養成や研修を行う裁判所職員総合研修所がある。
敷地の一部は東京都練馬区にあり、約2万坪の敷地に本館・東館・西館・ひかり寮（裁判官用の寮）・いずみ寮（司法修習生用の寮）等の建物がある。司法研修所の職員は、裁判官の研究及び司法修習生の修習の指導を直接担当する「司法研修所教官」と、司法研修所の事務を処理する「事務局の職員」とに大別される。

## 沿革
- 1939年7月6日 - 司法省に司法研究所を設置[1]。
- 1946年5月15日 - 司法研究所を廃し、新たに司法省に司法研修所を設置し、従来司法研究所の所轄した事項を承継[2]。
- 1947年
  - 5月3日 - 新憲法施行に伴い、新たに最高裁判所に司法研修所（東京都港区芝高輪南町所在）を設置し、裁判所関係事務を承継[3]。この際、司法省関係事務は司法省研修所に承継された[4]。
  - 5月15日 - 第1期司法修習生採用。
- 1948年
  - 6月30日 - 東京都千代田区紀尾井町3番地（元行政裁判所跡・一部竣工、現在は紀尾井町ビルが建つ）に移転。
  - 7月16日 - 司法研究に関する事項の所管を最高裁判所事務総局総務部から承継する。
  - 11月16日 - 司法研修所報創刊号発行。
  - 11月22日 - 紀尾井町庁舎落成式。
- 1949年2月10日 - 小石川分室（文京区指ヶ谷町77番地）一部竣工。
- 1951年3月15日 - 紀尾井町庁舎講堂増築。
- 1952年12月1日 - 創立5周年記念式典。
- 1957年12月1日 - 創立10周年記念式典。
- 1962年12月1日 - 創立15周年記念式典。
- 1967年
  - 3月30日 - 司法研修所松戸分室新築。
  - 7月20日 - 司法研修所小石川分室廃止、松戸分室に合宿舎移転。
  - 12月1日 - 創立20周年記念式典。
- 1971年
  - 3月27日 - 司法研修所高松分室新築。
  - 4月8日 - 東京都文京区湯島四丁目6番6号（旧岩崎久弥邸（旧岩崎邸庭園）内・裁判所書記官研修所跡）の新庁舎に移転。
  - 6月1日 - 湯島庁舎落成式。
- 1972年12月5日 - 司法研修所大阪分室新築。
- 1973年6月30日 - 司法研修所白金分室改築。
- 1975年
  - 3月25日 - 司法研修所広島分室新築。
  - 8月30日 - 紀尾井町分室新築。
- 1978年12月8日 - 司法研修所名古屋分室新築。
- 1979年
  - 3月28日 - 司法研修所仙台分室新築。
  - 12月24日 - 司法研修所札幌分室新築。
- 1982年
  - 4月1日 - 司法研修所第一部の発足。
  - 4月13日 - 新任判事補研さん制度の改正。
- 1984年3月15日 - 湯島庁舎新館（裁判官研究室）を増築。
- 1994年
  - 3月15日 - 埼玉県和光市南二丁目3番8号（キャンプ・ドレイク跡）に新庁舎竣工。
  - 4月1日 - 湯島庁舎閉庁式。
  - 4月4日 - 和光庁舎開庁式。
  - 6月3日 - 和光庁舎落成式。
- 1995年3月9日 - 司法研修所福岡分室新築。
- 1997年12月22日 - 創立50周年記念式典。
- 2002年1月31日 - 和光庁舎に合宿舎（いずみ寮B棟）及び渡り廊下を増築。
- 2005年2月15日 - 和光庁舎西館を増築。
- 2013年9月13日 - 埼玉県和光市南二丁目3番5号に新庁舎（司法研修所別館）竣工。

## 和光庁舎
和光庁舎の建物は、下表のとおりである。体育館以外の各棟は、渡り廊下で連結されている。
| 建物                  | 構造                                  | 施工業者                                   |
| --------------------- | ------------------------------------- | ------------------------------------------ |
| 本館                  | 鉄筋コンクリート造5階建               | 鹿島・日本国土・小松特定建設工事共同企業体 |
| 東館                  | 鉄筋コンクリート造3階建               | 株式会社熊谷組                             |
| 西館                  | 鉄筋コンクリート造4階建               | 佐藤・青木・日産特定建設工事共同企業体     |
| 西館（増築部分）      | 鉄筋コンクリート造4階建               | 阿藤工業株式会社                           |
| 大講堂                | 鉄筋コンクリート造3階建               | 佐藤・青木・日産特定建設工事共同企業体     |
| 図書館棟              | 鉄筋コンクリート造地下1階地上3階3階建 | 鹿島・日本国土・小松特定建設工事共同企業体 |
| 合宿舎（ひかり寮）    | 鉄筋コンクリート造3階建               | 株式会社松村組                             |
| 合宿舎（いずみ寮A棟） | 鉄筋コンクリート造7階建               | 清水・大日本・新井特定建設工事共同企業体   |
| 合宿舎（いずみ寮B棟） | 鉄筋コンクリート造7階建               | 大日本土木株式会社                         |
| 体育館                | 鉄筋コンクリート造2階建               | 池田建設株式会社                           |

## 歴代所長
|        | 氏名       | 司法修習の期 | 任命日         | 退官時の官職              |
| ------ | ---------- | ------------ | -------------- | ------------------------- |
| 第1代  | 前沢忠成   |              | 1947年10月14日 |                           |
| 第2代  | 松田二郎   |              | 1952年6月2日   |                           |
| 第3代  | 安倍恕     |              | 1958年9月24日  |                           |
| 第4代  | 相島一之   |              | 1962年10月16日 |                           |
| 第5代  | 鈴木忠一   |              | 1964年11月7日  |                           |
| 第6代  | 守田直     |              | 1970年10月5日  |                           |
| 第7代  | 大塚正夫   |              | 1974年9月20日  |                           |
| 第8代  | 安岡満彦   |              | 1979年3月1日   |                           |
| 第9代  | 田宮重男   | 1期          | 1982年10月19日 | 司法研修所長              |
| 第10代 | 沖野威     | 2期          | 1983年4月11日  | 名古屋高等裁判所長官      |
| 第11代 | 柳瀬隆次   | 3期          | 1985年10月24日 | 東京高等裁判所部総括判事  |
| 第12代 | 小野幹雄   | 7期          | 1988年11月18日 | 最高裁判所判事            |
| 第13代 | 山口繁     | 9期          | 1991年6月4日   | 最高裁判所長官            |
| 第14代 | 桜井文夫   | 11期         | 1994年3月3日   | 東京高等裁判所長官        |
| 第15代 | 岡田良雄   | 13期         | 1997年1月13日  | 大阪高等裁判所長官        |
| 第16代 | 島田仁郎   | 16期         | 1999年4月1日   | 最高裁判所長官            |
| 第17代 | 涌井紀夫   | 18期         | 2001年2月21日  | 最高裁判所判事            |
| 第18代 | 金築誠志   | 21期         | 2002年9月18日  | 最高裁判所判事            |
| 第19代 | 相良朋紀   | 21期         | 2005年2月11日  | 広島高等裁判所長官        |
| 第20代 | 大野市太郎 | 24期         | 2007年5月23日  | 大阪高等裁判所長官        |
| 第21代 | 佐々木茂美 | 26期         | 2010年1月15日  | 大阪高等裁判所長官        |
| 第22代 | 安井久治   | 28期         | 2011年5月10日  | 福岡高等裁判所長官        |
| 第23代 | 山名学     | 30期         | 2013年10月11日 | 名古屋高等裁判所長官      |
| 第24代 | 小泉博嗣   | 31期         | 2015年6月29日  | 大阪高等裁判所長官        |
| 第25代 | 永野厚郎   | 35期         | 2018年1月29日  | 名古屋高等裁判所長官      |
| 第26代 | 栃木力     | 33期         | 2020年5月8日   | 司法研修所長              |
| 第27代 | 笠井之彦   | 42期         | 2021年2月27日  | 広島高等裁判所長官        |
| 第28代 | 中山孝雄   | 39期         | 2022年5月23日  | 広島高等裁判所長官        |
| 第29代 | 矢尾和子   | 39期         | 2023年5月25日  | 福岡高等裁判所長官 (現職) |
| 第30代 | 手嶋あさみ | 43期         | 2024年9月12日  |                           |